# Pokrowka (rejon nowosiergijewski)
Pokrowka (ros. Покровка) – wieś (sieło) w Rosji, w obwodzie orenburskim, w rejonie nowosiergijewskim. W 2021 liczyła 2591 mieszkańców.